# 陳佐才
陳佐才法政牧師（英語：Rev. Canon Alan Chor-Choi CHAN，1935年—），聖公會法政牧師，崇基神學組榮休主任，曾任香港中文大學崇基學院署理院長（1991年1月至7月）。

## 簡歷
陳佐才，廣東新會人，1935年生於廣東省廣州市，廣州初中畢業時成績優異，後轉到香港聖保羅男女中學就讀。1958年畢業於崇基學院英國語文系。之後入讀香港協和神學院，1961年畢業。1966年獲美國太平洋神學院神道學碩士學位，1985年獲美國太平洋神學院頒授榮譽神學博士。他在1975年起在崇基神學組（現名：香港中文大學崇基學院神學院）任教20年，並兩度擔任神學組主任（1982-1987 及 1992-1995），直至1995年退休。
陳佐才於1962年被按立成為牧師，之後成為聖公會港澳教區法政牧師、諸聖堂義務聖品及佳寶教育基金會監督。此外，亦曾擔任《時代論壇》董事會主席（1999-2002）。
陳佐才善於融會中西文化，講課以有趣生動見稱，他喜愛閱讀莎士比亞、蘇東坡和金庸小說。他特別喜歡《笑傲江湖》中的令狐沖和《聖經》中的耶利米。他尤其善於將金庸武俠小說的人物和情節融入神學討論之中，著有《武俠靈修》、《武俠人生：金庸小說的宗教情懷》、《天龍八部的閃閃靈光》等書。

## 著作
- 陳佐才：《武俠靈修》。香港：道風山基督教叢林，2009。ISBN：9789628294312。
- 陳佐才：《心靈拼圖》。香港：突破出版社，2000。ISBN：9789622642836。
- 陳佐才：《天龍八部的閃閃靈光》。香港：明窗出版社，1998。ISBN：9789629731014。
- 陳佐才：《豈是唯一的路：香港宣教神學課題的探討》。香港：香港中文大學，1995。
- 陳佐才：《武俠人生：金庸小說的宗教情懷》。香港：突破出版社，1990。ISBN：9789622641075。
- 陳佐才：《牧者情懷》。香港：基督教文藝，1990。ISBN：9789622941687。
- 陳佐才：《牧師手記》。香港：基督教文藝，1986。
- 陳佐才：《牧養縱橫》。香港：基督教文藝，1982。